# Liste der Kulturdenkmäler in Allendorf (Lumda)
Die folgende Liste enthält die in der Denkmaltopographie ausgewiesenen Kulturdenkmäler auf dem Gebiet  der  Stadt Allendorf (Lumda), Landkreis Gießen, Hessen.
Hinweis: Die Reihenfolge der Denkmäler in dieser Liste orientiert sich zunächst an Stadtteilen und anschließend der Anschrift, alternativ ist sie auch nach der Bezeichnung, der vom Landesamt für Denkmalpflege vergebenen Nummer oder der Bauzeit sortierbar.
Kulturdenkmäler werden fortlaufend im Denkmalverzeichnis des Landes Hessen durch das Landesamt für Denkmalpflege Hessen auf Basis des Hessischen Denkmalschutzgesetzes (HDSchG) geführt. Die Schutzwürdigkeit eines Kulturdenkmals hängt nicht von der Eintragung in das Denkmalverzeichnis des Landes Hessen oder der Veröffentlichung in der Denkmaltopographie ab.

Das Vorhandensein oder Fehlen eines Objekts in dieser Liste ist keine rechtsverbindliche Auskunft darüber, ob es Kulturdenkmal ist oder nicht: Diese Liste entspricht möglicherweise nicht dem aktuellen Stand der offiziellen Denkmaltopographie. Diese ist für Hessen in den entsprechenden Bänden der Denkmaltopographie Bundesrepublik Deutschland und im Internet unter DenkXweb – Kulturdenkmäler in Hessen einsehbar. Auch diese Quellen sind, obwohl sie durch das Landesamt für Denkmalpflege Hessen aktualisiert werden, nicht immer aktuell, da es im Denkmalbestand immer wieder Änderungen gibt.
Eine verbindliche Auskunft erteilt allein das Landesamt für Denkmalpflege Hessen.
Nutze diese Kartenansicht, um Koordinaten in der Liste zu setzen. In dieser Kartenansicht sind Kulturdenkmale ohne Koordinaten mit einem roten bzw. orangen Marker dargestellt und können in der Karte gesetzt werden. Kulturdenkmale ohne Bild sind mit einem blauen bzw. roten Marker gekennzeichnet, Kulturdenkmale mit Bild mit einem grünen bzw. orangen Marker.

## Kulturdenkmäler nach Ortsteilen

### Allendorf
| Bild                                      | Bezeichnung                               | Lage | Beschreibung                                                                           | Bauzeit            | Objekt-Nr. |
| ----------------------------------------- | ----------------------------------------- | --- | -------------------------------------------------------------------------------------- | ------------------ | ---------- |
| Bild gesucht BW                           | Gesamtanlage                              | Allendorf, Gesamtanlage historischer Ortskern Lage                                                              |                                                                                        |                    | 46505 DDB  |
| Bahnhof an der Bahnstrecke Londorf-Lollar | Bahnhof an der Bahnstrecke Londorf-Lollar | Allendorf, Am Bahnhof 1 LageFlur: 1, Flurstück: 724/2                                                           |                                                                                        |                    | 46508 DDB  |
| weitere Bilder                            | Jüdischer Friedhof                        | Allendorf, Am Winner Weg LageFlur: 10, Flurstück: 138                                                           |                                                                                        |                    | 46506 DDB  |
|                                           |                                           | Allendorf, Bahnhofstraße 2, Bahnhofstraße 4 LageFlur: 1, Flurstück: 140/5                                       |                                                                                        |                    | 46509 DDB  |
|                                           |                                           | Allendorf, Bahnhofstraße 7 LageFlur: 1, Flurstück: 266                                                          |                                                                                        |                    | 46510 DDB  |
| Bild gesucht BW                           |                                           | Allendorf, Die Futterwiese LageFlur: 3, Flurstück: 256/1                                                        |                                                                                        |                    | 793798 DDB |
| weitere Bilder                            | Altlutherische Kirche                     | Allendorf, Friedhofstraße 3 LageFlur: 1, Flurstück: 481/1                                                       |                                                                                        | 1949/1950          | 46511 DDB  |
| Ziehbrunnen                               | Ziehbrunnen                               | Allendorf, Hintergasse (vor Hausnr 9) LageFlur: 1, Flurstück: 1144/2                                            |                                                                                        |                    | 46516 DDB  |
|                                           |                                           | Allendorf, Hintergasse 2 LageFlur: 1, Flurstück: 242                                                            |                                                                                        |                    | 46512 DDB  |
|                                           |                                           | Allendorf, Hintergasse 4 LageFlur: 1, Flurstück: 261/1                                                          |                                                                                        |                    | 46513 DDB  |
|                                           |                                           | Allendorf, Hintergasse 7 LageFlur: 1, Flurstück: 250/2                                                          |                                                                                        |                    | 46514 DDB  |
|                                           |                                           | Allendorf, Hintergasse 15 LageFlur: 1, Flurstück: 256/1                                                         |                                                                                        |                    | 46515 DDB  |
| Brunnen                                   | Brunnen                                   | Allendorf, Kirchstraße LageFlur: 1, Flurstück: 1150/2                                                           |                                                                                        |                    | 46527 DDB  |
|                                           |                                           | Allendorf, Kirchstraße 1 LageFlur: 1, Flurstück: 337/1                                                          |                                                                                        |                    | 46517 DDB  |
| Bild gesucht BW                           |                                           | Allendorf, Kirchstraße 3 LageFlur: 1, Flurstück: 335                                                            |                                                                                        |                    | 46518 DDB  |
|                                           |                                           | Allendorf, Kirchstraße 15 LageFlur: 1, Flurstück: 28                                                            |                                                                                        |                    | 46519 DDB  |
| Bild gesucht BW                           |                                           | Allendorf, Kirchstraße 18 LageFlur: 1, Flurstück: 356/2                                                         |                                                                                        |                    | 46520 DDB  |
|                                           |                                           | Allendorf, Kirchstraße 26 LageFlur: 1, Flurstück: 363/1                                                         |                                                                                        |                    | 46521 DDB  |
|                                           |                                           | Allendorf, Kirchstraße 28, Kirchstraße 30 LageFlur: 1, Flurstück: 365,366/1                                     |                                                                                        |                    | 46522 DDB  |
|                                           |                                           | Allendorf, Kirchstraße 32, Kirchstraße 34 LageFlur: 1, Flurstück: 367/3,369/1                                   |                                                                                        |                    | 46523 DDB  |
|                                           |                                           | Allendorf, Kirchstraße 36 LageFlur: 1, Flurstück: 32                                                            |                                                                                        |                    | 46524 DDB  |
| Ehemalige Schule                          | Ehemalige Schule                          | Allendorf, Kirchstraße 42 LageFlur: 1, Flurstück: 39/1                                                          |                                                                                        |                    | 46525 DDB  |
| weitere Bilder                            | Ev. Pfarrkirche und Kirchhof              | Kirchstraße 44 LageFlur: 1, Flurstück: 38/1                                                                     | Gotischer Chorturm mit dreigeschossigem Haubenhelm, barockes Kirchenschiff als Saalbau | 14. Jhd./1730–1731 | 46526 DDB  |
| Bild gesucht BW                           | Backhaus                                  | Allendorf, Lindengasse 8 LageFlur: 1, Flurstück: 853/2                                                          |                                                                                        |                    | 46528 DDB  |
| Bild gesucht BW                           |                                           | Allendorf, Londorfer Straße 1 LageFlur: 1, Flurstück: 136                                                       |                                                                                        |                    | 46529 DDB  |
| Bild gesucht BW                           |                                           | Allendorf, Londorfer Straße 5 LageFlur: 1, Flurstück: 130/1                                                     |                                                                                        |                    | 46530 DDB  |
| Bild gesucht BW                           |                                           | Allendorf, Londorfer Straße 8 LageFlur: 1, Flurstück: 113/1                                                     |                                                                                        |                    | 46531 DDB  |
| Bild gesucht BW                           |                                           | Allendorf, Londorfer Straße 23 LageFlur: 1, Flurstück: 488/2                                                    |                                                                                        |                    | 46532 DDB  |
| Bild gesucht BW                           |                                           | Allendorf, Marktstraße 1 LageFlur: 1, Flurstück: 16                                                             |                                                                                        |                    | 46533 DDB  |
| Bild gesucht BW                           |                                           | Allendorf, Marktstraße 3 LageFlur: 1, Flurstück: 14                                                             |                                                                                        |                    | 46534 DDB  |
| Bild gesucht BW                           |                                           | Allendorf, Marktstraße 5 LageFlur: 1, Flurstück: 13                                                             |                                                                                        |                    | 46535 DDB  |
| Bild gesucht BW                           |                                           | Allendorf, Marktstraße 7 LageFlur: 1, Flurstück: 12/1                                                           |                                                                                        |                    | 46536 DDB  |
| Bild gesucht BW                           |                                           | Allendorf, Marktstraße 9 LageFlur: 1, Flurstück: 7,8                                                            |                                                                                        |                    | 46537 DDB  |
| Bild gesucht BW                           |                                           | Allendorf, Marktstraße 10 LageFlur: 1, Flurstück: 21                                                            |                                                                                        |                    | 46538 DDB  |
| Bild gesucht BW                           |                                           | Allendorf, Marktstraße 12 LageFlur: 1, Flurstück: 22                                                            |                                                                                        |                    | 46539 DDB  |
| Bild gesucht BW                           |                                           | Allendorf, Marktstraße 13 LageFlur: 1, Flurstück: 1/1                                                           |                                                                                        |                    | 46540 DDB  |
| Bild gesucht BW                           |                                           | Allendorf, Nordecker Straße 2 LageFlur: 1, Flurstück: 60                                                        |                                                                                        |                    | 46541 DDB  |
| Bild gesucht BW                           | Ehemalige Synagoge                        | Allendorf, Nordecker Straße 3 LageFlur: 1, Flurstück: 63                                                        |                                                                                        |                    | 46542 DDB  |
| Bild gesucht BW                           |                                           | Allendorf, Nordecker Straße 4 LageFlur: 1, Flurstück: 57                                                        |                                                                                        |                    | 46543 DDB  |
| Bild gesucht BW                           |                                           | Allendorf, Nordecker Straße 8 LageFlur: 1, Flurstück: 54/1                                                      |                                                                                        |                    | 46544 DDB  |
| Bild gesucht BW                           |                                           | Allendorf, Nordecker Straße 23 LageFlur: 1, Flurstück: 77                                                       |                                                                                        |                    | 46545 DDB  |
| Bild gesucht BW                           | Sachgesamtheit Stadtbefestigung           | Allendorf, Rahmengasse, Schulstraße, In der Brunnengaß LageFlur: 1, Flurstück: 1122/1,1123/2,1125/1,1126,1131/2 |                                                                                        |                    | 46507 DDB  |
| Bild gesucht BW                           |                                           | Allendorf, Rahmengasse 13A LageFlur: 1, Flurstück: 210/1                                                        |                                                                                        |                    | 46546 DDB  |
| Pumpe                                     | Pumpe                                     | Allendorf, Rheingasse LageFlur: 1, Flurstück: 1147                                                              |                                                                                        |                    | 46552 DDB  |
| Bild gesucht BW                           |                                           | Allendorf, Rheingasse 3 LageFlur: 1, Flurstück: 309/1                                                           |                                                                                        |                    | 46547 DDB  |
| Bild gesucht BW                           |                                           | Allendorf, Rheingasse 5 LageFlur: 1, Flurstück: 308                                                             |                                                                                        |                    | 46548 DDB  |
| Bild gesucht BW                           |                                           | Allendorf, Rheingasse 12 LageFlur: 1, Flurstück: 321                                                            |                                                                                        |                    | 46549 DDB  |
| Bild gesucht BW                           |                                           | Allendorf, Rheingasse 16 LageFlur: 1, Flurstück: 323                                                            |                                                                                        |                    | 46550 DDB  |
| Bild gesucht BW                           |                                           | Allendorf, Rheingasse 20 LageFlur: 1, Flurstück: 10                                                             |                                                                                        |                    | 46551 DDB  |
| Bild gesucht BW                           |                                           | Allendorf, Treiser Straße 2 LageFlur: 1, Flurstück: 279                                                         |                                                                                        |                    | 46553 DDB  |
| Bild gesucht BW                           |                                           | Allendorf, Treiser Straße 10 LageFlur: 1, Flurstück: 285                                                        |                                                                                        |                    | 46554 DDB  |
| Bild gesucht BW                           |                                           | Allendorf, Treiser Straße 12 LageFlur: 1, Flurstück: 286                                                        |                                                                                        |                    | 46555 DDB  |
| Bild gesucht BW                           |                                           | Allendorf, Treiser Straße 13 LageFlur: 1, Flurstück: 294                                                        |                                                                                        |                    | 46556 DDB  |
| Bild gesucht BW                           |                                           | Allendorf, Treiser Straße 15 LageFlur: 1, Flurstück: 233                                                        |                                                                                        |                    | 46557 DDB  |
| Bild gesucht BW                           |                                           | Allendorf, Treiser Straße 16 LageFlur: 1, Flurstück: 288                                                        |                                                                                        |                    | 46558 DDB  |
| Bild gesucht BW                           |                                           | Allendorf, Treiser Straße 18 LageFlur: 1, Flurstück: 289                                                        |                                                                                        |                    | 46559 DDB  |
| Bild gesucht BW                           |                                           | Allendorf, Treiser Straße 20 LageFlur: 1, Flurstück: 290                                                        |                                                                                        |                    | 46560 DDB  |
| weitere Bilder                            | Sog. Torwächterhaus                       | Allendorf, Treiser Straße 24, Rahmengasse 2 LageFlur: 1, Flurstück: 237,238,239                                 |                                                                                        |                    | 46561 DDB  |

### Climbach
| Bild            | Bezeichnung         | Lage                                                        | Beschreibung | Bauzeit | Objekt-Nr. |
| --------------- | ------------------- | ----------------------------------------------------------- | --- | ------- | ---------- |
| Bild gesucht BW | Gesamtanlage        | Climbach, Gesamtanlage Climbach Lage                        | |         | 46857 DDB  |
| Bild gesucht BW |                     | Climbach, Allendorfer Straße 11 LageFlur: 1, Flurstück: 64  | |         | 46858 DDB  |
| Bild gesucht BW |                     | Climbach, Allendorfer Straße 16 LageFlur: 1, Flurstück: 130 | |         | 46859 DDB  |
| Bild gesucht BW | Ehemalige Schule    | Climbach, Busecker Weg 1 LageFlur: 1, Flurstück: 100        | |         | 46860 DDB  |
| Bild gesucht BW |                     | Climbach, Hauptstraße 3 LageFlur: 1, Flurstück: 91          | |         | 46861 DDB  |
| Bild gesucht BW |                     | Climbach, Hauptstraße 7 LageFlur: 1, Flurstück: 93/1        | |         | 46862 DDB  |
| Bild gesucht BW | Backhaus            | Climbach, Hauptstraße 9 LageFlur: 1, Flurstück: 94          | |         | 46863 DDB  |
| Bild gesucht BW |                     | Climbach, Hauptstraße 10 LageFlur: 1, Flurstück: 116        | |         | 46864 DDB  |
| Bild gesucht BW |                     | Climbach, Hauptstraße 12 LageFlur: 1, Flurstück: 115        | |         | 46865 DDB  |
| Bild gesucht BW |                     | Climbach, Hauptstraße 15 LageFlur: 1, Flurstück: 96         | |         | 46866 DDB  |
| Bild gesucht BW | Ehemaliges Pumpwerk | Climbach, Im Loch beim Born LageFlur: 2, Flurstück: 4       | |         | 404665 DDB |
| weitere Bilder  | Evangelische Kirche | Turmstraße 9 LageFlur: 1, Flurstück: 131/1                  | Verschieferte Fachwerkkirche mit nördlichem 3/6-Chorabschluss und abgewalmtem Satteldach mit sechsseitigem Dachreiter | 1783    | 46867 DDB  |
| Bild gesucht BW | Wasserturm          | Climbach, Turmstraße 11 LageFlur: 1, Flurstück: 131/1       | |         | 46868 DDB  |

### Nordeck
| Bild               | Bezeichnung                 | Lage | Beschreibung | Bauzeit  | Objekt-Nr. |
| ------------------ | --------------------------- | --- | --- | -------- | ---------- |
| Bild gesucht BW    | Gesamtanlage                | Nordeck, Gesamtanlage Rabenauer Straße Lage | |          | 46870 DDB  |
| Bild gesucht BW    | Backhaus                    | Nordeck, Auf der Linde 1 LageFlur: 4, Flurstück: 158/2 | |          | 46873 DDB  |
| Bild gesucht BW    | Friedhof, Kriegerdenkmal    | Nordeck, Auf'm Hasengarn LageFlur: 1, Flurstück: 28/32 | |          | 46897 DDB  |
| Jüdischer Friedhof | Jüdischer Friedhof          | Nordeck, Die Rärer LageFlur: 6, Flurstück: 1/3 | |          | 46871 DDB  |
| Bild gesucht BW    |                             | Nordeck, Gießener Straße LageFlur: 4, Flurstück: 110/1 | |          | 46874 DDB  |
| Bild gesucht BW    |                             | Nordeck, Gießener Straße 13 LageFlur: 1, Flurstück: 51/1 | |          | 46875 DDB  |
| Bild gesucht BW    |                             | Nordeck, Rabenauer Straße 6 LageFlur: 4, Flurstück: 91/1,91/2,91/3                                                                                                 | |          | 46876 DDB  |
| Bild gesucht BW    |                             | Nordeck, Rabenauer Straße 8 LageFlur: 4, Flurstück: 94/6 | |          | 46877 DDB  |
| Bild gesucht BW    |                             | Nordeck, Rabenauer Straße 10 LageFlur: 4, Flurstück: 98/1 | |          | 46878 DDB  |
| Bild gesucht BW    |                             | Nordeck, Rabenauer Straße 12 LageFlur: 4, Flurstück: 103/1 | |          | 46879 DDB  |
| Bild gesucht BW    |                             | Nordeck, Rabenauer Straße 13 LageFlur: 4, Flurstück: 73/1 | |          | 46880 DDB  |
| Bild gesucht BW    |                             | Nordeck, Rabenauer Straße 18 LageFlur: 4, Flurstück: 108/7 | |          | 46881 DDB  |
| Bild gesucht BW    |                             | Nordeck, Rabenauer Straße 21 LageFlur: 4, Flurstück: 61/3 | |          | 46882 DDB  |
| Bild gesucht BW    |                             | Nordeck, Rabenauer Straße 22 LageFlur: 4, Flurstück: 127/1 | |          | 46883 DDB  |
| Bild gesucht BW    |                             | Nordeck, Rabenauer Straße 25 LageFlur: 5, Flurstück: 2/1 | |          | 46884 DDB  |
| Bild gesucht BW    |                             | Nordeck, Rabenauer Straße 26 LageFlur: 4, Flurstück: 129/1 | |          | 46885 DDB  |
| Bild gesucht BW    |                             | Nordeck, Rabenauer Straße 27 LageFlur: 5, Flurstück: 4/3 | |          | 46886 DDB  |
| Bild gesucht BW    |                             | Nordeck, Rabenauer Straße 28 LageFlur: 4, Flurstück: 137 | |          | 46887 DDB  |
| Bild gesucht BW    |                             | Nordeck, Rabenauer Straße 33 LageFlur: 5, Flurstück: 167/1 | |          | 46888 DDB  |
| Bild gesucht BW    |                             | Nordeck, Rabenauer Straße 35 LageFlur: 5, Flurstück: 172/2 | |          | 46889 DDB  |
| Bild gesucht BW    |                             | Nordeck, Rabenauer Straße 39 LageFlur: 5, Flurstück: 176/5 | |          | 46890 DDB  |
| Bild gesucht BW    |                             | Nordeck, Rabenauer Straße 41 LageFlur: 5, Flurstück: 186/5 | |          | 46891 DDB  |
| Ehemalige Synagoge | Ehemalige Synagoge          | Nordeck, Rabenauer Straße 42 LageFlur: 4, Flurstück: 162/3 | |          | 46892 DDB  |
| Bild gesucht BW    |                             | Nordeck, Rabenauer Straße 46 LageFlur: 4, Flurstück: 170/2 | |          | 46893 DDB  |
| Bild gesucht BW    |                             | Nordeck, Steingasse 3 LageFlur: 5, Flurstück: 24 | |          | 46894 DDB  |
| Bild gesucht BW    |                             | Nordeck, Steingasse 8 LageFlur: 5, Flurstück: 153/1 | |          | 46895 DDB  |
| Bild gesucht BW    |                             | Nordeck, Steingasse 16 LageFlur: 5, Flurstück: 120/1,51/4 | |          | 46896 DDB  |
| weitere Bilder     | Sachgesamtheit Burg Nordeck | Nordeck, Steingasse 19, Lustgarten, Steingasse 21, Steingasse 23, Die Burg, Die Kippelgärten LageFlur: 5, Flurstück: 263,38/3,39,40,41/1,42/1,45,46/1,48/1,50/2,67 | Hangburg mit Halsgraben, Schildmauer und rundem Bergfried, romanische Nordecker Burgkapelle (12. Jhd.) als Saalbau aus viereckigem Chor und Gemeinderaum mit achtseitigem Dachreiter | 11. Jhd. | 46872 DDB  |

### Winnen
| Bild            | Bezeichnung     | Lage                                                                            | Beschreibung | Bauzeit  | Objekt-Nr. |
| --------------- | --------------- | ------------------------------------------------------------------------------- | --- | -------- | ---------- |
| Bild gesucht BW | Gesamtanlage    | Winnen, Gesamtanlage Winnen Lage                                                | |          | 46899 DDB  |
| Bild gesucht BW |                 | Winnen, Marburger Straße 2 LageFlur: 2, Flurstück: 79/25,79/26                  | |          | 46900 DDB  |
| Bild gesucht BW | Ehem. Schule    | Winnen, Marburger Straße 8 LageFlur: 2, Flurstück: 76/2                         | |          | 46901 DDB  |
| Bild gesucht BW |                 | Winnen, Marburger Straße 17 LageFlur: 4, Flurstück: 98/2                        | |          | 46902 DDB  |
| weitere Bilder  | Ev. Kirche      | Winnen, Marburger Straße 28, Marburger Straße LageFlur: 3, Flurstück: 126,153/4 | frühgotischer Chorturm, Zeltdach mit vorkragender Gaube und zierlicher Turmspitze, im 15. Jahrhundert nördlich überwölbte Sakristei angebaut; gotisches Langhaus 1908 nach Norden erweitert | 13. Jhd. | 46903 DDB  |
| Bild gesucht BW |                 | Winnen, Marburger Straße 32 LageFlur: 3, Flurstück: 114/4                       | |          | 46905 DDB  |
| Bild gesucht BW | Brunnenfragment | Winnen, Rosenstraße LageFlur: 4, Flurstück: 146/3                               | |          | 46909 DDB  |
| Bild gesucht BW |                 | Winnen, Rosenstraße 4 LageFlur: 3, Flurstück: 85/4                              | |          | 46906 DDB  |
| Bild gesucht BW |                 | Winnen, Rosenstraße 5 LageFlur: 4, Flurstück: 141                               | |          | 46907 DDB  |
| Bild gesucht BW |                 | Winnen, Rosenstraße 15 LageFlur: 4, Flurstück: 105/1                            | |          | 46908 DDB  |